# Irina Mutt
Irina Mutt   (Girona, 1982) és una comissària i crítica d'art catalana.
Va estudiar Història de l'Art a la Universitat de Barcelona, on es va llicenciar el 2012. Des de llavors, ha participat en diversos projectes col·lectius, i ha publicat textos a la revista A*Desk. Els seus textos han sigut definits com incisius, que s'alimenten de l'activisme i la convicció que des de la crítica d'art es pot empènyer la transformació social. Ha comissariat projectes a La Casa Encendida, La Capella, la Sala d’Art Jove, Can Felipa, la Nau Estruch i el Centre de Producció i Recerca d’Arts Visuals Hangar, entre d'altres.